# Asura anila
Asura anila är en fjärilsart som beskrevs av Moore 1859. Asura anila ingår i släktet Asura och familjen björnspinnare. Inga underarter finns listade i Catalogue of Life.